# Cité-jardin de Suresnes

La cité-jardin de Suresnes est une des plus grandes cités-jardins d'Île-de-France. Construite à Suresnes (Hauts-de-Seine), cette cité-jardin a été réalisée par les architectes Alexandre Maistrasse, Julien Quoniam puis Félix Dumail, à l'initiative du maire Henri Sellier, principalement de 1921 et 1939 et après-guerre jusqu'en 1956. Elle compte environ 3 300 logements, dont 170 pavillons, ainsi que de nombreux équipements (théâtre, établissements scolaires, bains-douches, résidence pour personnes âgées, logements pour célibataires, lieux de cultes et commerces).

## Historique

### Projet et acteurs

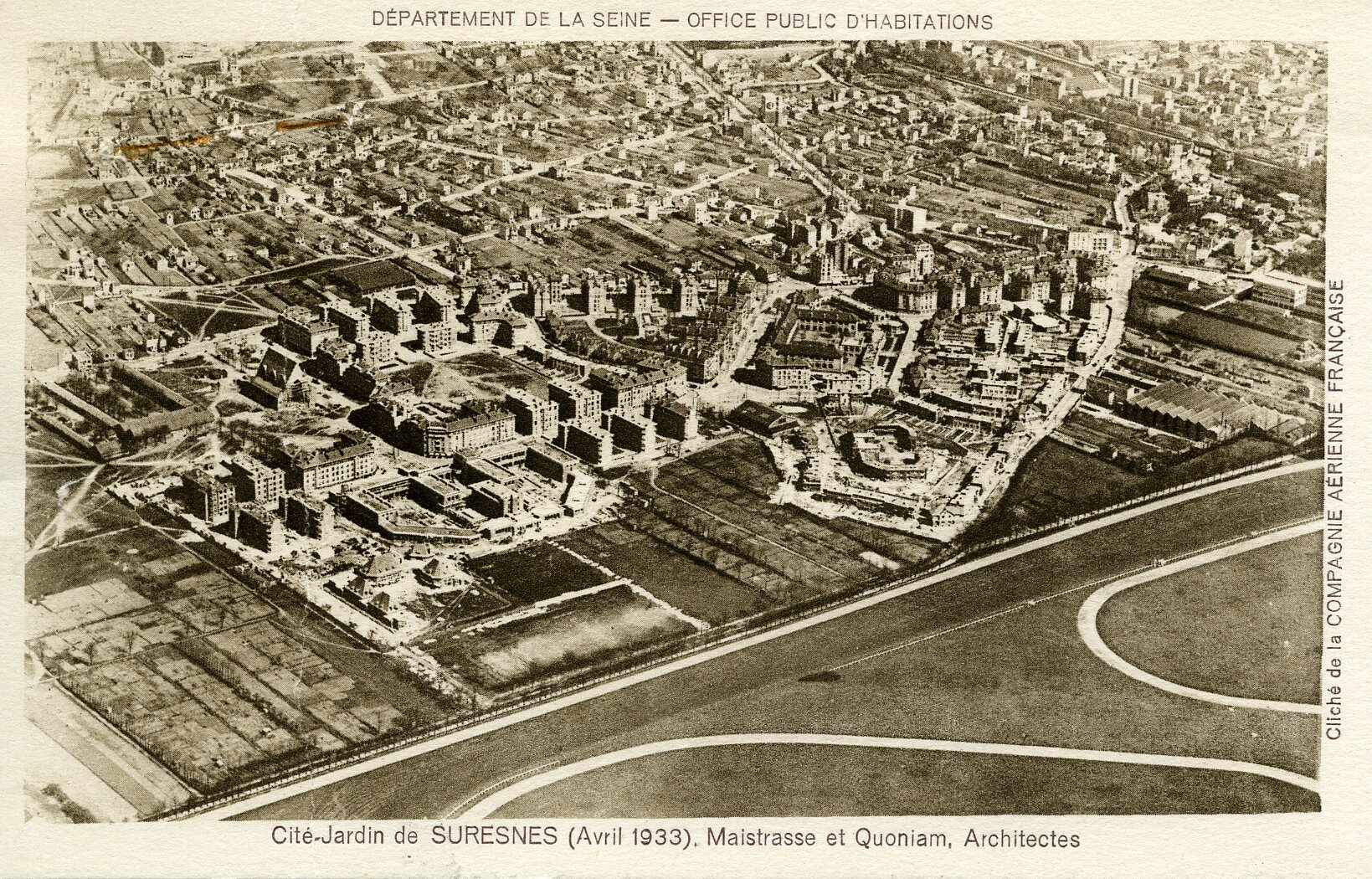
Vue aérienne en 1933 ; la partie sud est encore en travaux.

En 1915, l'Office public d'Habitation à bon marché (HBM) du département de la Seine, dirigé par le maire de Suresnes Henri Sellier, décide de construire dans cette ville industrielle qui compte de nombreuses usines et donc une forte population ouvrière, un ensemble architectural pour accueillir entre 8 000 et 10 000 habitants. Le site choisi, un plateau de 42 hectares anciennement agricole situé en bordure de Rueil-Malmaison, se prête aux projets d'extension urbaine, de modernisation et de lutte contre l'insalubrité voulus par le maire. Le projet prévoit la cohabitation d'immeubles collectifs de quatre étages et des pavillons individuels. Alexandre Maistrasse est chargé des travaux, secondé par Julien Quoniam à partir de 1927. À partir de 1938, Félix Dumail dirige le chantier. Parmi les collaborateurs d'Henri Sellier qui participèrent à la création de la cité-jardin, on peut aussi citer deux femmes : l'urbaniste Berthe Leymarie (née en 1876), qui soutint une thèse sur le sujet en 1923, fut directrice des HBM, infirmière visiteuse et travailla particulièrement au volet social de ces ensembles, ainsi que Georgette Le Campion (née en 1880), dite Géo, diplômée des Beaux-Arts de Paris, professeure de dessin dans les écoles de la cité-jardin de Suresnes et qui réalisa pour elles plusieurs fresques éducatives mettant l'accent sur l'hygiène et l'éducation civique.
La première pierre est posée en 1921. Les 4/5 des habitants sont en immeubles collectifs, les pavillons disposant pour leur part d'un jardin à l'arrière. Il existe plusieurs catégories de logements (par rapport au nombre de pièces et aux commodités), dont le loyer varie. Tous les logements comportent « un débarras, un WC tout-à-l'égout, pierre à évier avec paillasse pour fourneau à gaz, et une petite armoire ventilée pour boîte à ordures, eau amenée à l'évier, éclairage électrique dans toutes les pièces », ce qui excède largement le confort habituel des logements ouvriers de l'époque.
Le choix des noms de rue de la cité-jardin se fait selon la perspective suivante, telle qu'exprimée par le maire au conseil municipal du 22 mars 1932 : « La municipalité a voulu rendre hommage aux penseurs et aux hommes d'État de toutes les religions et de toutes nationalités qui, au cours des siècles jusqu’à notre époque tragique, ont tendu à l'humanité le flambeau qui doit la guider vers la paix définitive et la fraternité des peuples ». Sont ainsi promus Sully, Grotius, William Penn, l'abbé de Saint-Pierre, Romain Rolland, Jean Jaurès, Léon Bourgeois, d'Estournelle de Constant, Woodrow Wilson, Frank Billings Kellogg, Louis Loucheur (beaucoup de Suresnois bénéficiant de sa loi pour construire des pavillons) ou encore Gustav Stresemann. Henri Sellier rajoute dans son discours qu’il s'agit d'hommages modestes, « dépourvu[s] des pompes officielles. Aucun ministre ne viendra prononcer une harangue laborieusement confectionnée avec des lieux communs traditionnels ». En effet, pour la plupart de ces réalisations, Henri Sellier n'a jamais organisé d'inauguration solennelle, en présence de nombreuses personnalités. Il décide également de donner des noms de plantes et de fleurs pour certaines rues, de conserver le nom historique de la Fouilleuse tout comme celui du carrefour de la Croix-du-Roy, terme sous lequel « il est connu depuis des siècles », respectant ainsi le patrimoine de Suresnes.

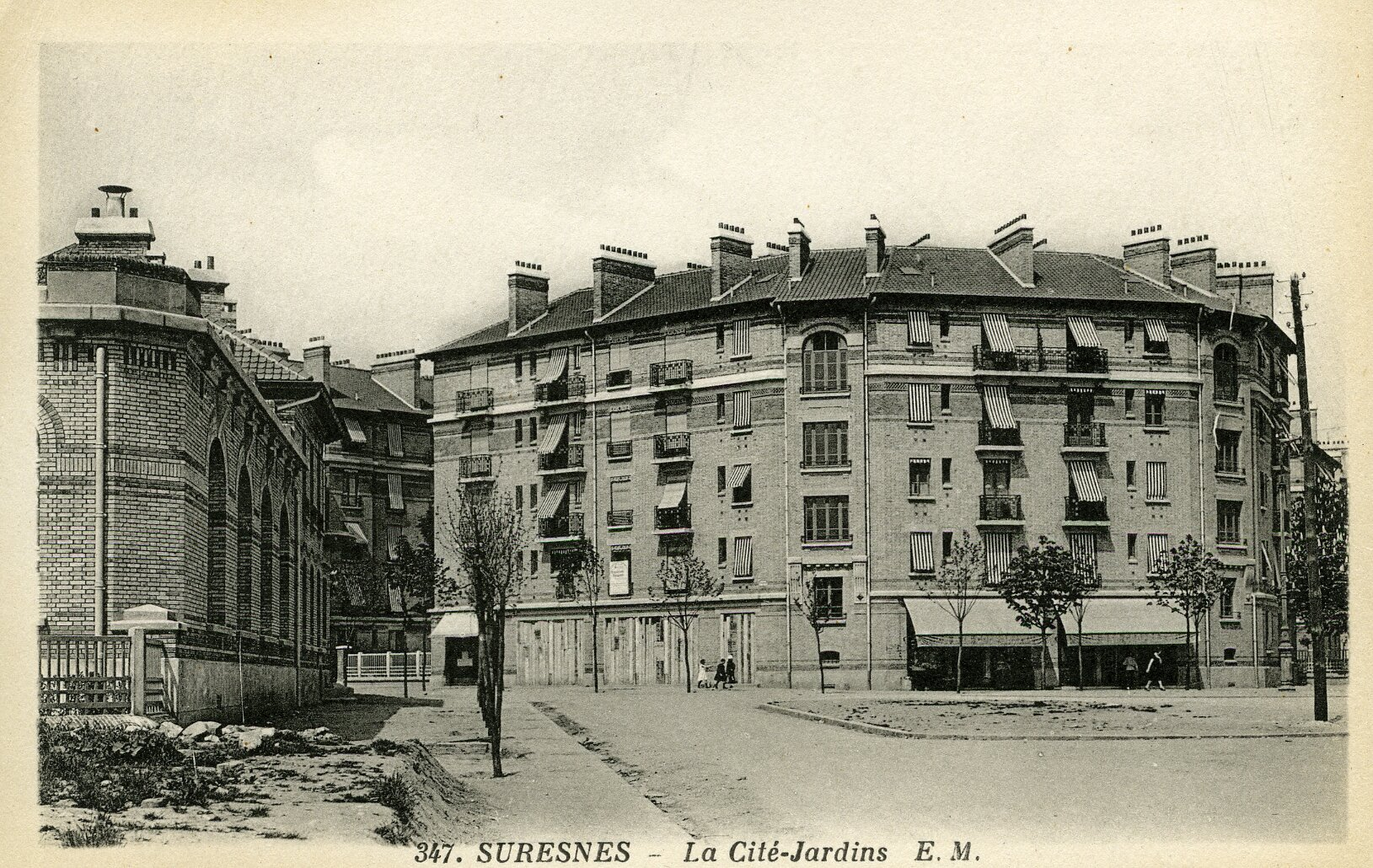
Place Jean-Jaurès dans les années 1930.
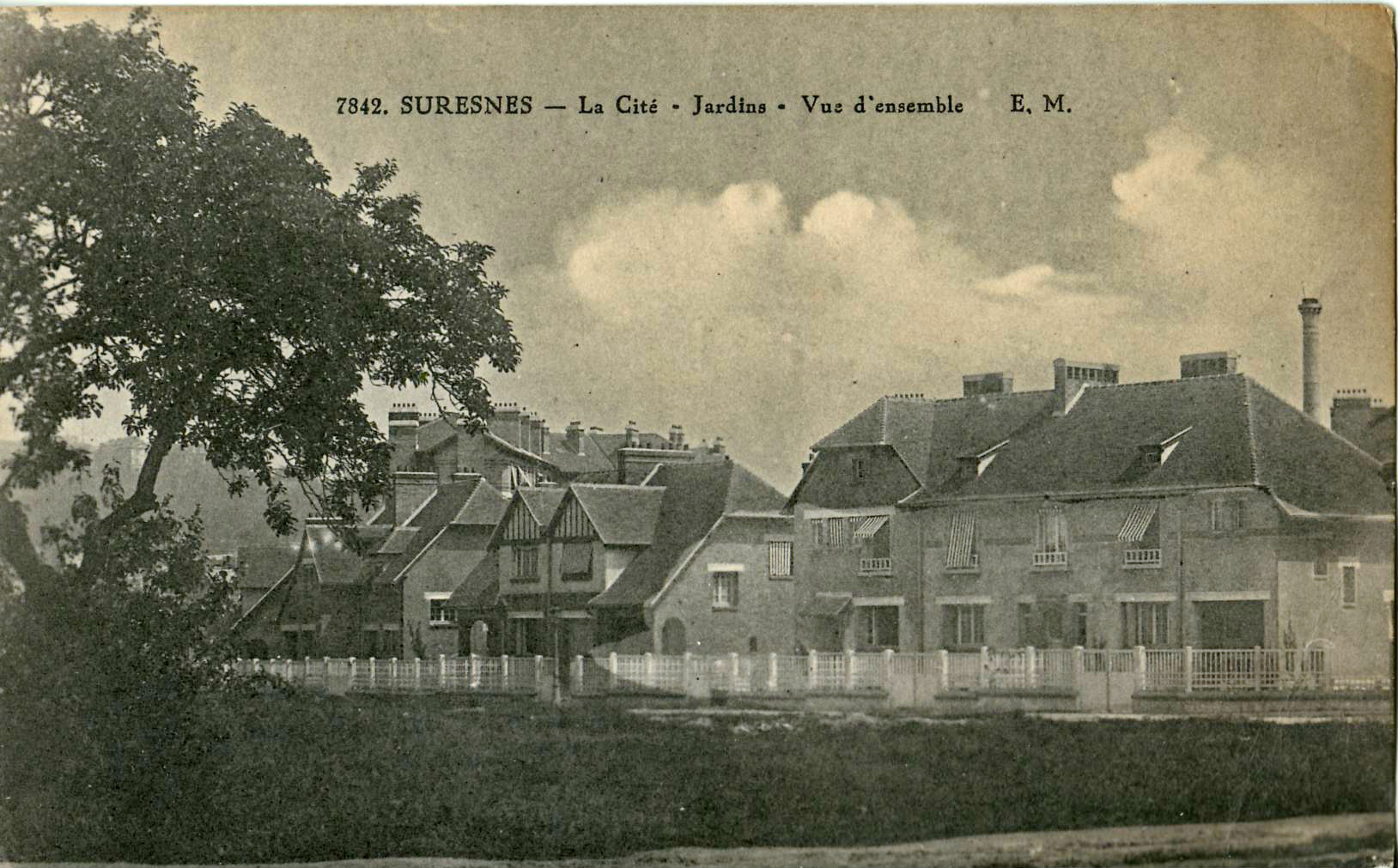
Pavillons de la cité-jardin à la même période.
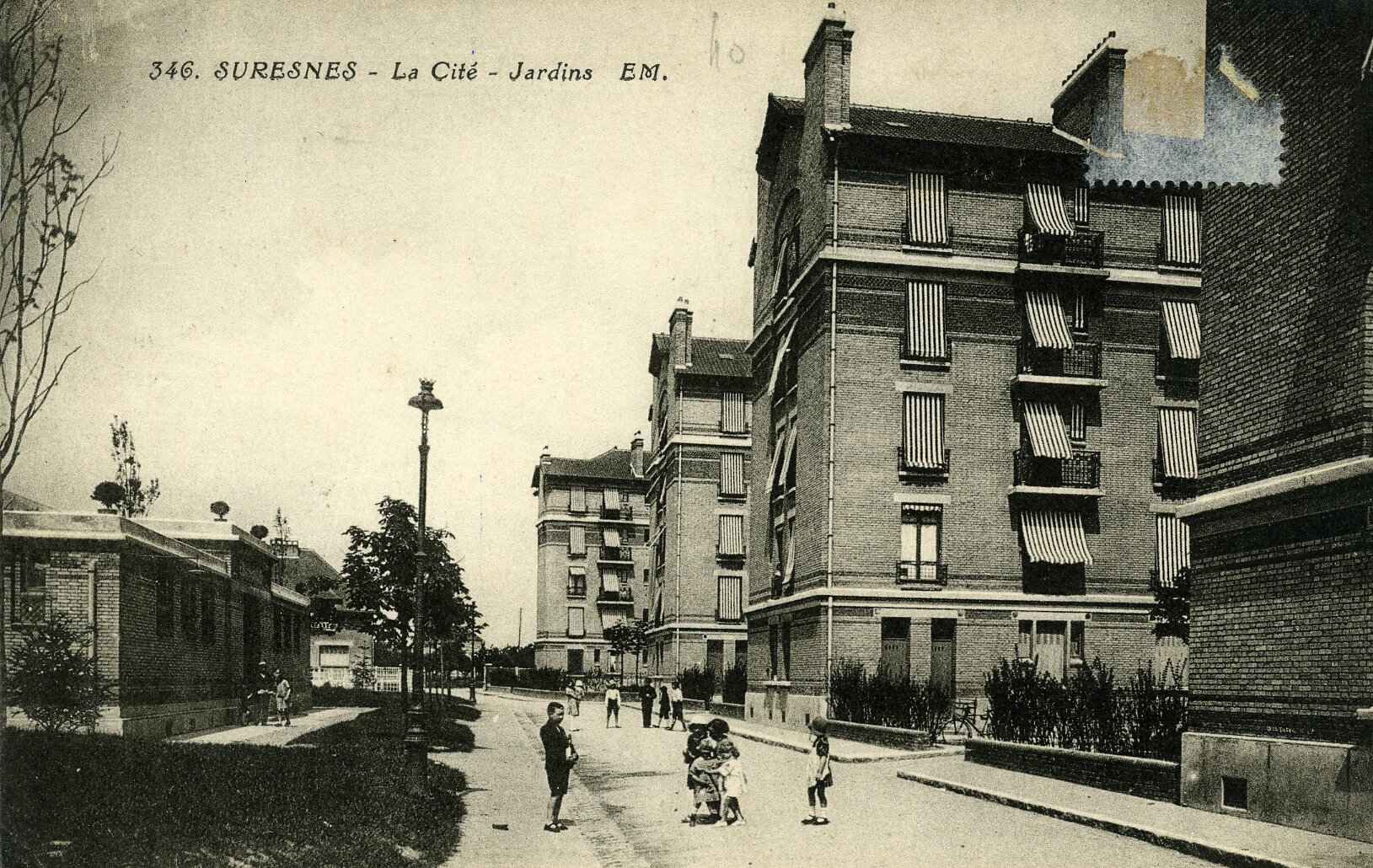
Enfants jouant devant les bains-lavoir, en 1931.

### Premiers aménagements
Des places plantées d'arbres et tapissées de pelouses sont situées au centre des principaux îlots de la cité-jardin. Au centre, le square Léon-Bourgeois s'étend sur 10 200 m2. Outre les jardins ouvriers prévus pour les locataires des immeubles, des jardins individuels sont prévus devant et derrière les maisons.
La cité comprend, en plus des logements collectifs et individuels (au nombre de 2 500 avant-guerre, dont 2 327 collectifs), un dispensaire, une crèche, des groupes scolaires, des équipements sportifs, des lieux de culte catholique et protestant, un théâtre (centre Albert-Thomas, renommé théâtre Jean-Vilar), un magasin coopératif, un foyer de jeunes travailleurs, une maison pour personnes âgées, des établissements scolaires, une maison pour tous et des commerces.

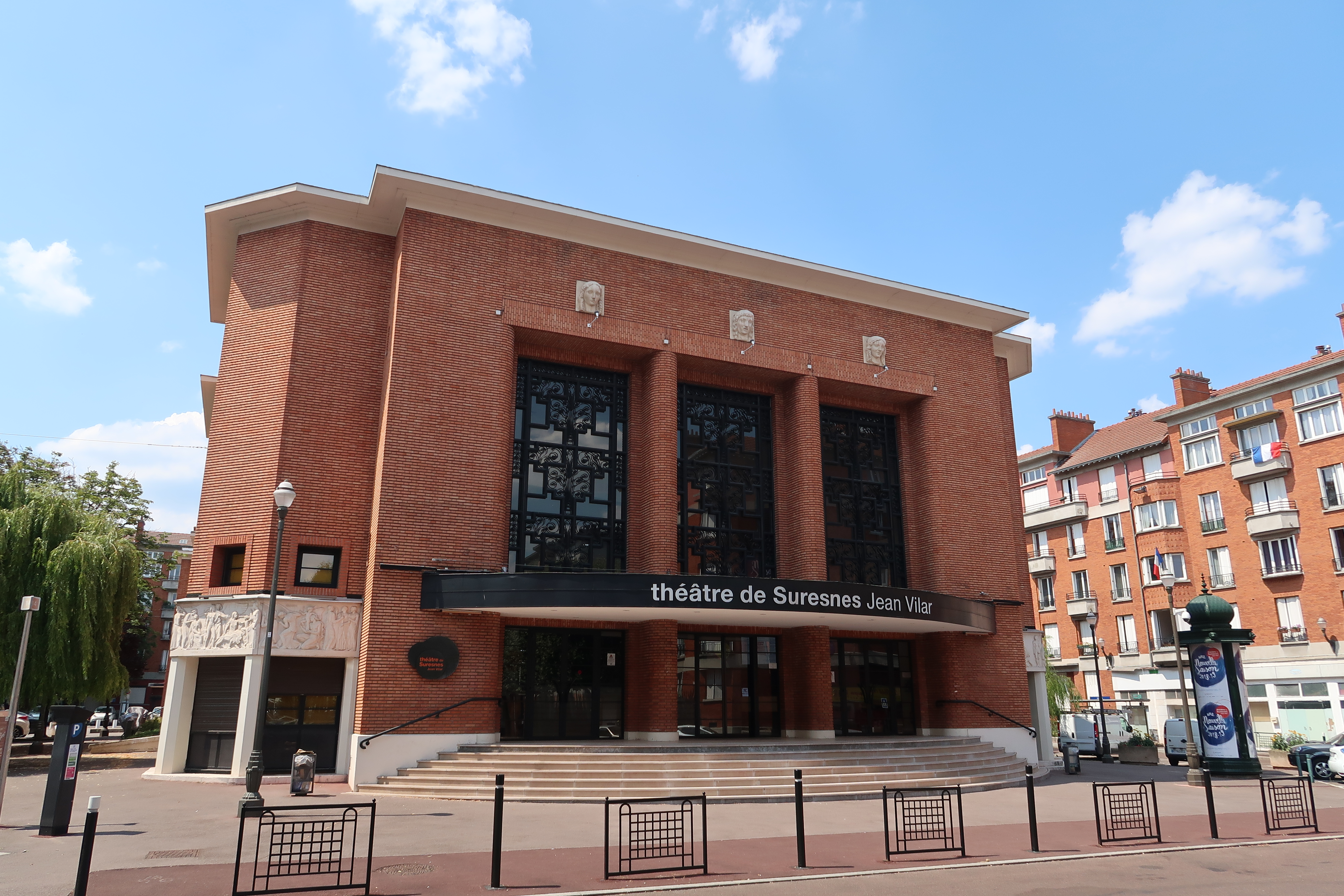
Théâtre Jean-Vilar.
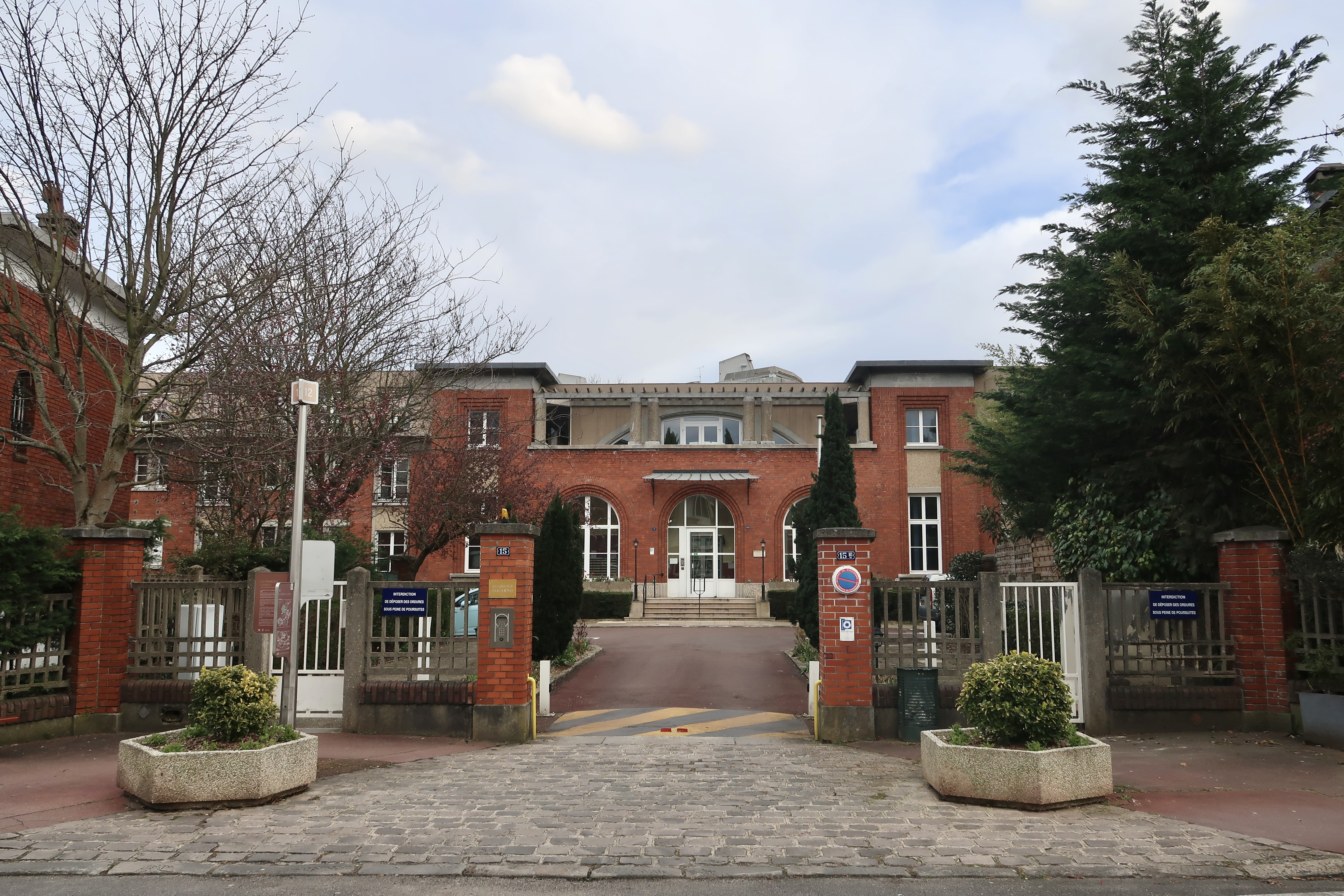
Résidence Locarno.
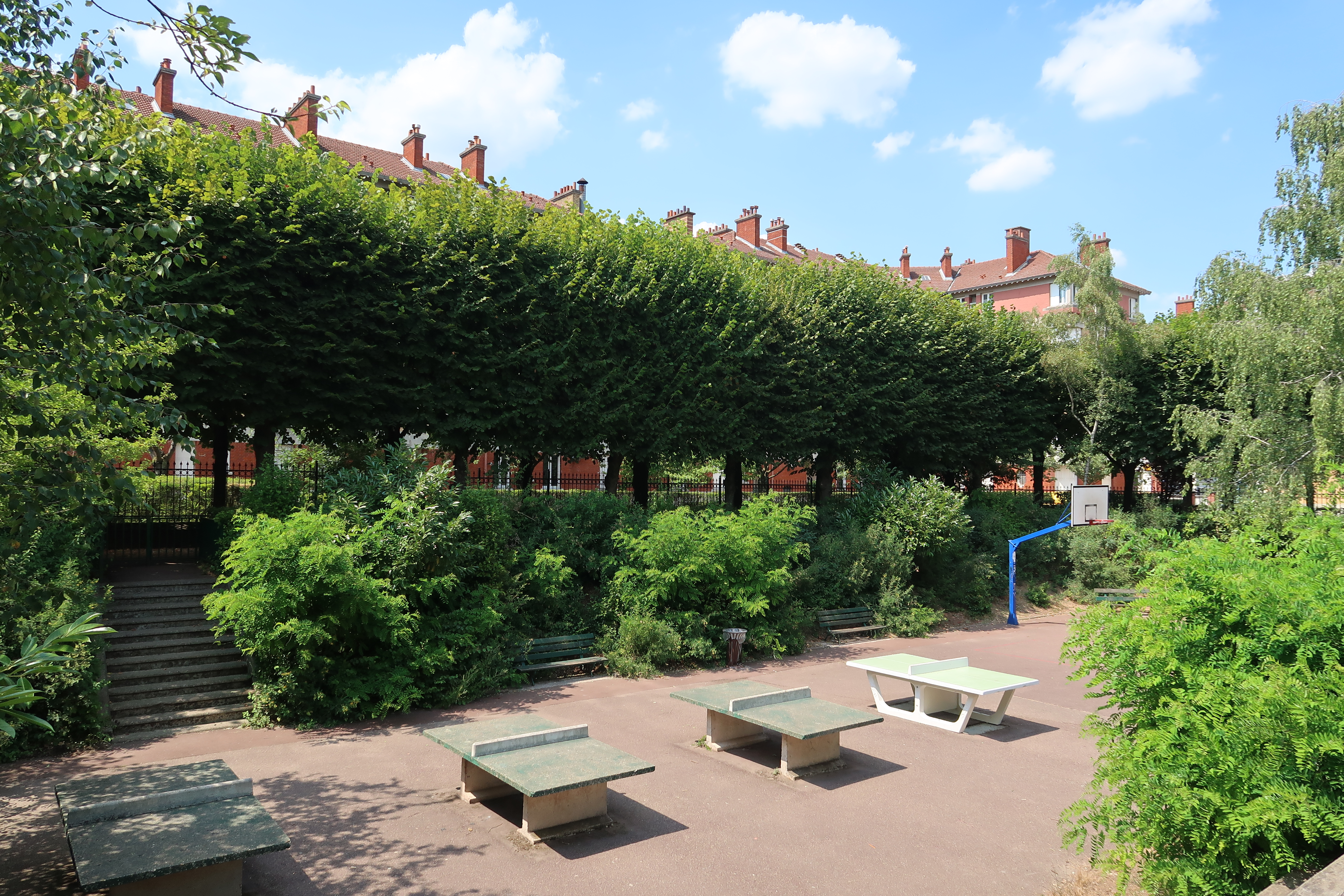
Square Léon-Bourgeois.

En 1921, alors que les logements ne sont pas tous équipés de salle d'eau, sont construits des bains-douches collectifs dans le premier îlot d'habitation. Il s'agit d'un édifice de briques et de ciment armé comportant 22 douches, 6 bains, 24 places de laveuses, des essoreuses et des séchoirs à vapeur. Avant sa réhabilitation entre 1985 et 1996, il compte encore 300 entrées par semaine. Le bâtiment est désormais reconverti en Centre d'aide par le travail, un établissement médico-social pour l'insertion professionnelle des personnes handicapées. À la fin des années 1930, un centre d'hygiène infantile et de puériculture avait également été construit 5 allée des Platanes.
En 1932 débute la construction de l'église Notre-Dame-de-la-Paix, supervisée par dom Paul Bellot. Un appartement situé avenue Gustave-Stresemann abrite le lieu de culte israélite. En 1954 est construit en pierre le temple protestant de Suresnes avenue d'Estournelles de Constant, remplaçant une baraque en bois édifiée en 1947.

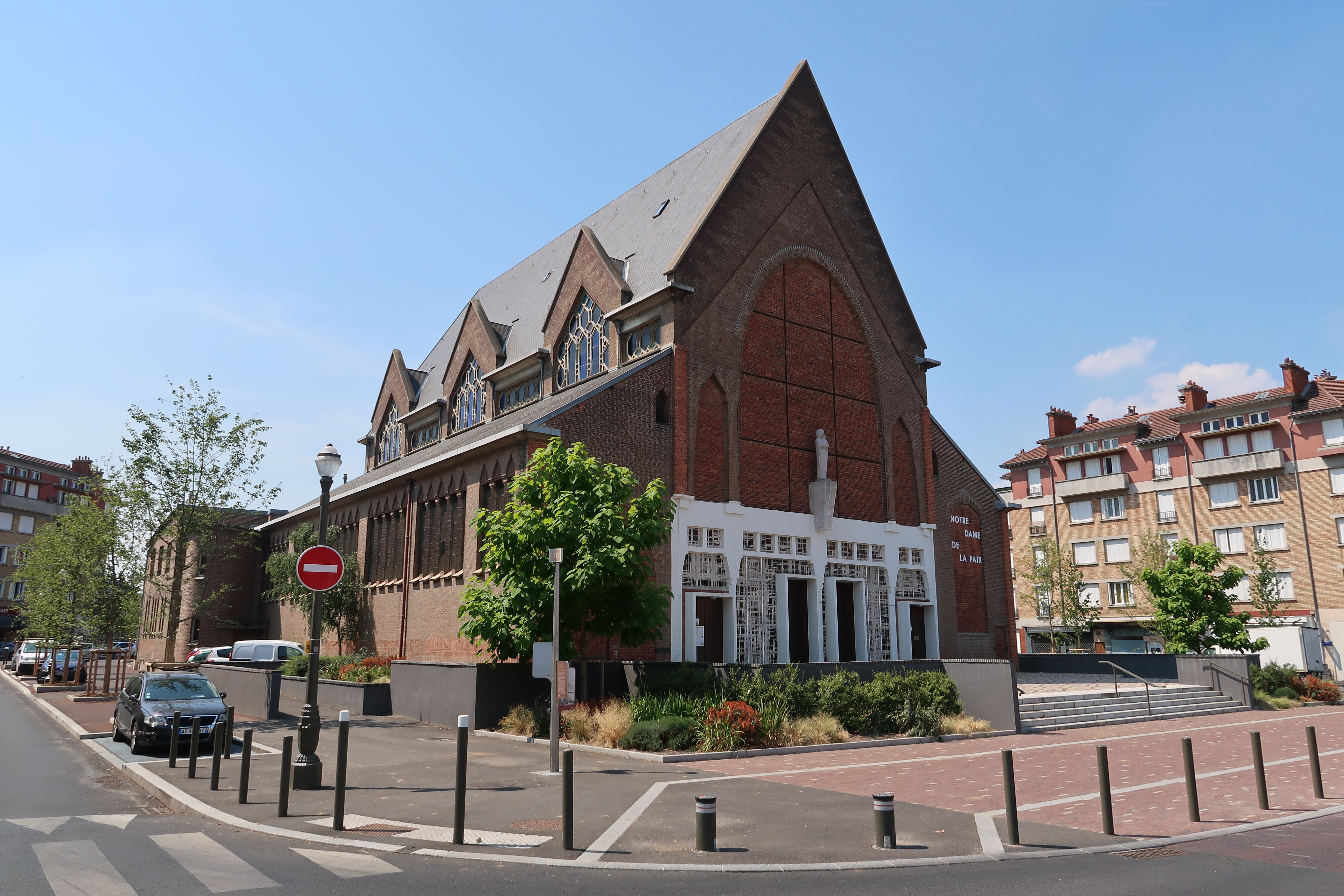
Église catholique Notre-Dame-de-la-Paix.
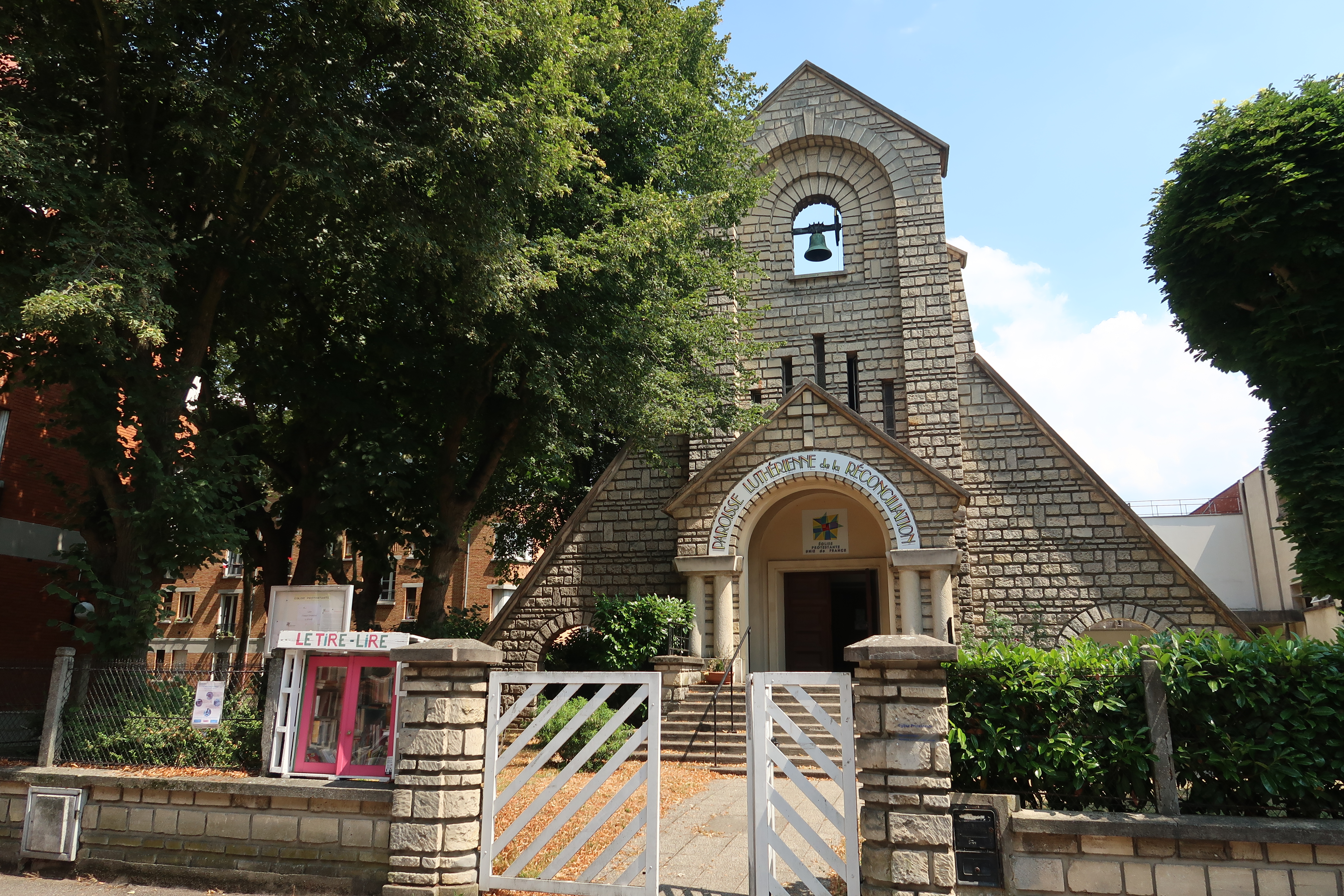
Église protestante de la Réconciliation.

La résidence Locarno est construite en 1932. Portant le nom des accords de Locarno (synonymes de paix), elle est destinée aux personnes âgées. Tous les logements comprennent une chambre, une petite cuisine et des WC et permettent aux couples de pouvoir finir leur vie ensemble (on en compte 77 au début du XXIe siècle). Le bâtiment de briques rouges est en forme de fer à cheval (autour d'un jardin privatif) et est couvert d'un toit-terrasse. En 1989, un deuxième étage est construit pour relier les deux ailes du bâtiment. Au 18 avenue de l'Abbé-Saint-Pierre est construit en 1934 un hôtel de 95 studios destinés aux célibataires et aux jeunes ménages, qui fonctionne encore de nos jours.

### Enseignement
En 1922, sur les plans d'Alexandre Maistrasse, commence la construction du premier bâtiment scolaire de la cité-jardin. Il s'agit du groupe scolaire Vaillant-Jaurès (écoles maternelle et primaire), disposant de bâtiments communs (réfectoire, cuisine, bains douches, salle médicale et solarium) et répondant aux idées hygiénistes de l'époque. Édifié en briques jaunes, il est orné de plusieurs décorations : ferronneries, mosaïques polychromes, carreaux de céramique sur les murs, cadran d'horloge monumental et dépôt d'objets de la manufacture de Sèvres dans les cours. Géo Le Campion est chargée des décors intérieurs, réalisés sur les thèmes de l'hygiène, du sport et de l'éducation, mais aussi des contes de Perrault. Environ 140 élèves de maternelle et 460 de primaire y sont répartis dans 14 classes non-mixtes. Un matériel ludique et pédagogique est spécifiquement prévu pour éveiller et former les enfants (métiers à tisser, manèges, ateliers d'art ménage, travail sur bois et métal). En 1933, une statue de Jean Jaurès est installée devant l'école,.
À la fin des années 1920, le groupe scolaire Vaillant-Jaurès fait face à une forte augmentation d'élèves. Une nouvelle école maternelle de quatre classes est donc construite ; elle porte le nom du président américain Woodrow Wilson. Très moderne pour l'époque, elle dispose d'un manège, d'un toboggan, de chevaux à bascule et de bassins. Le collège Henri-Sellier (d'abord nommé groupe scolaire Aristide-Briand) est réalisé entre 1930 et 1933 par Alexandre Maistrasse et Julien Quoniam, lors de la troisième phase de travaux de la cité-jardin, afin de répondre une nouvelle fois à la hausse de la population scolaire. Il s'agit à l'époque d'une école primaire de garçons et de filles (quinze classes chacun) équipée d'ateliers, d'un réfectoire, d'une salle de dessin et d'une salle de cinéma. La façade en brique est décorée de bas-reliefs en marbre réalisés par le sculpteur René Letourneur. Un bâtiment central inspiré du lycée Paul-Langevin (situé dans un autre quartier de la commune) regroupe un gymnase et une piscine (cette dernière, dont les murs sont couverts de céramiques et de mosaïques polychromes Art déco, n'est plus utilisée depuis). Le groupe scolaire devient ensuite un collège ; 500 élèves y étudient de nos jours. En 1996, la maîtrise des Hauts-de-Seine s'installe au collège, et l'année suivante à l'école Vaillant-Jaurès.

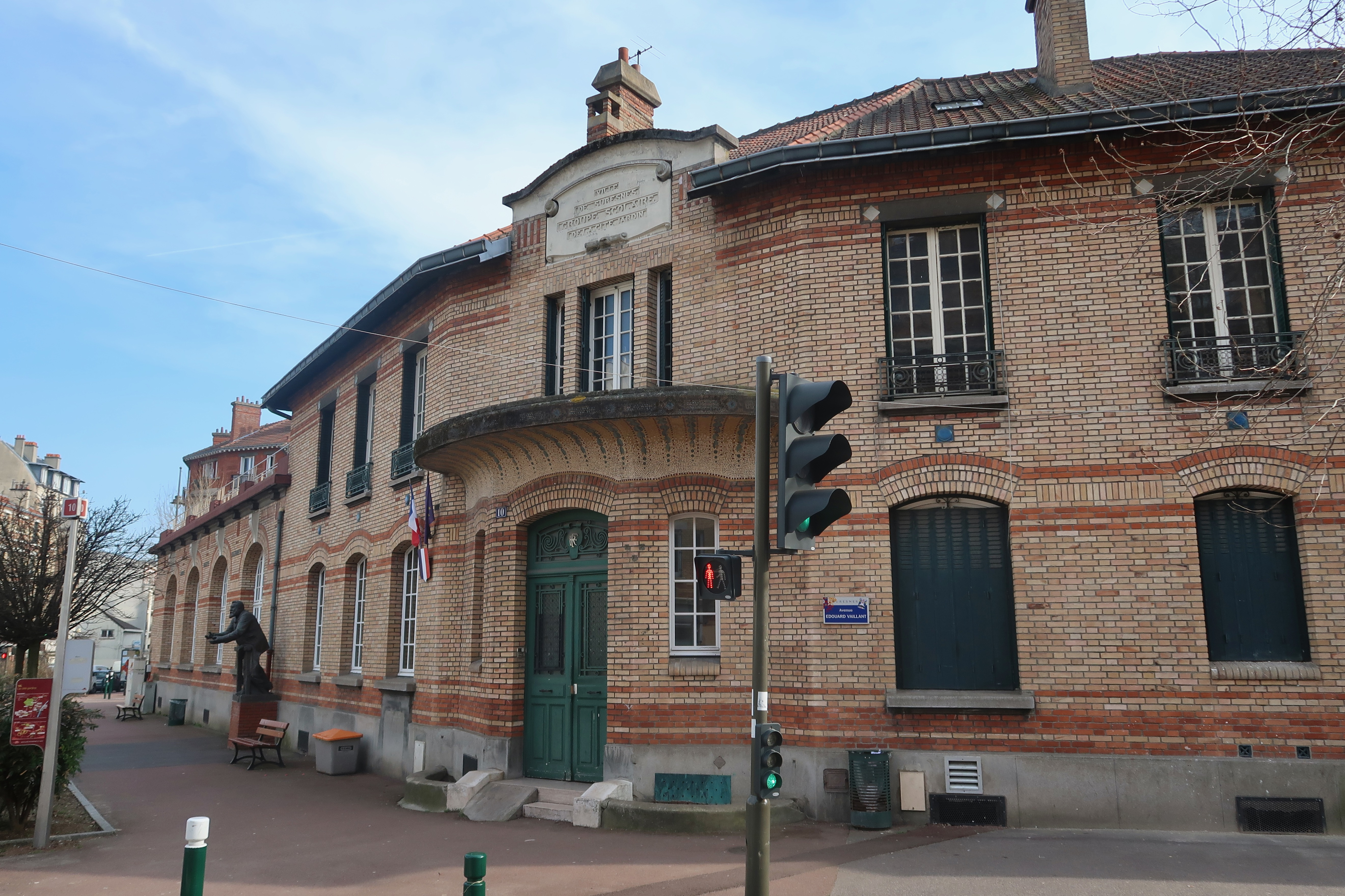
École avenue Édouard-Vaillant, avec une statue de Jean Jaurès (sculpteur Paul Ducuing, 1929 ; elle a plusieurs fois changé d'emplacement sur cette place).
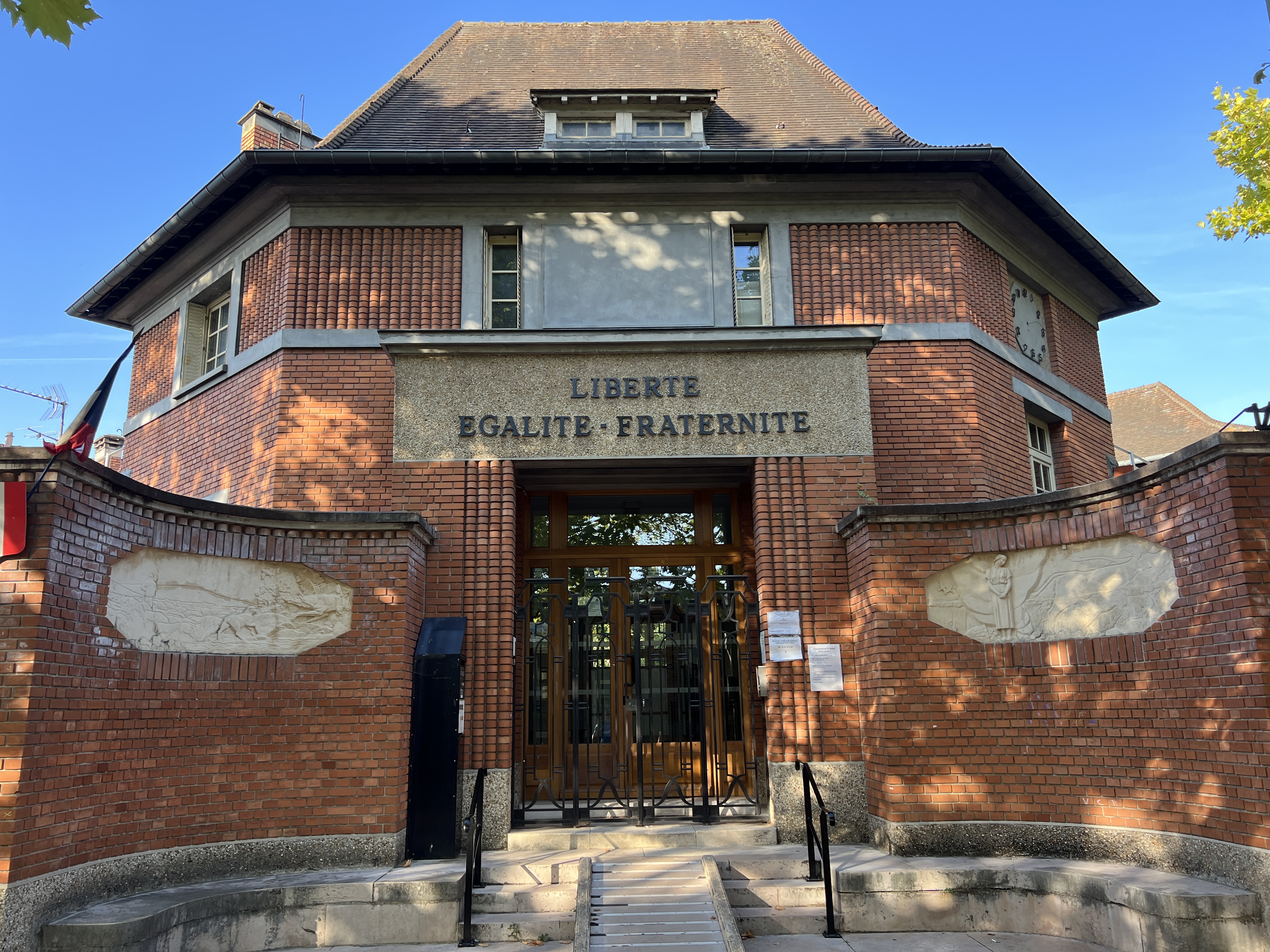
École maternelle Wilson.
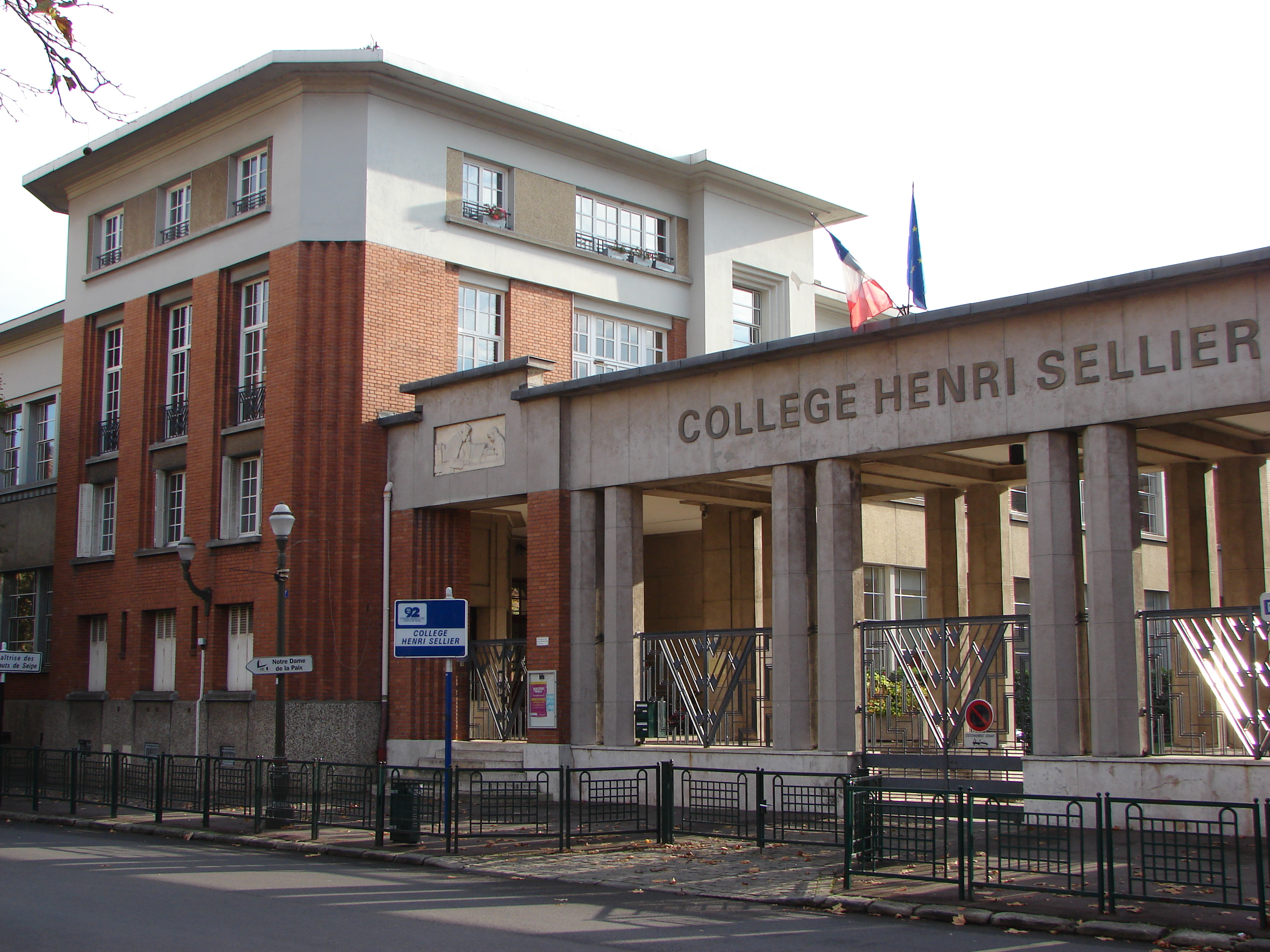
Façade du collège Henri-Sellier.

### Après la guerre
Félix Dumail puis Léon Bazin reconstruisent des logements et agrandissent la cité (de plus de 500 logements) après la Seconde Guerre mondiale. Douche et baignoire sont ainsi généralisées après 1948. La cité est définitivement achevée en 1956, terminant les 8e et 9e tranches d'immeubles collectifs prévus par le projet initial. La cité-jardin compte alors 3 297 logements dont 170 pavillons.

## Réhabilitation et protection

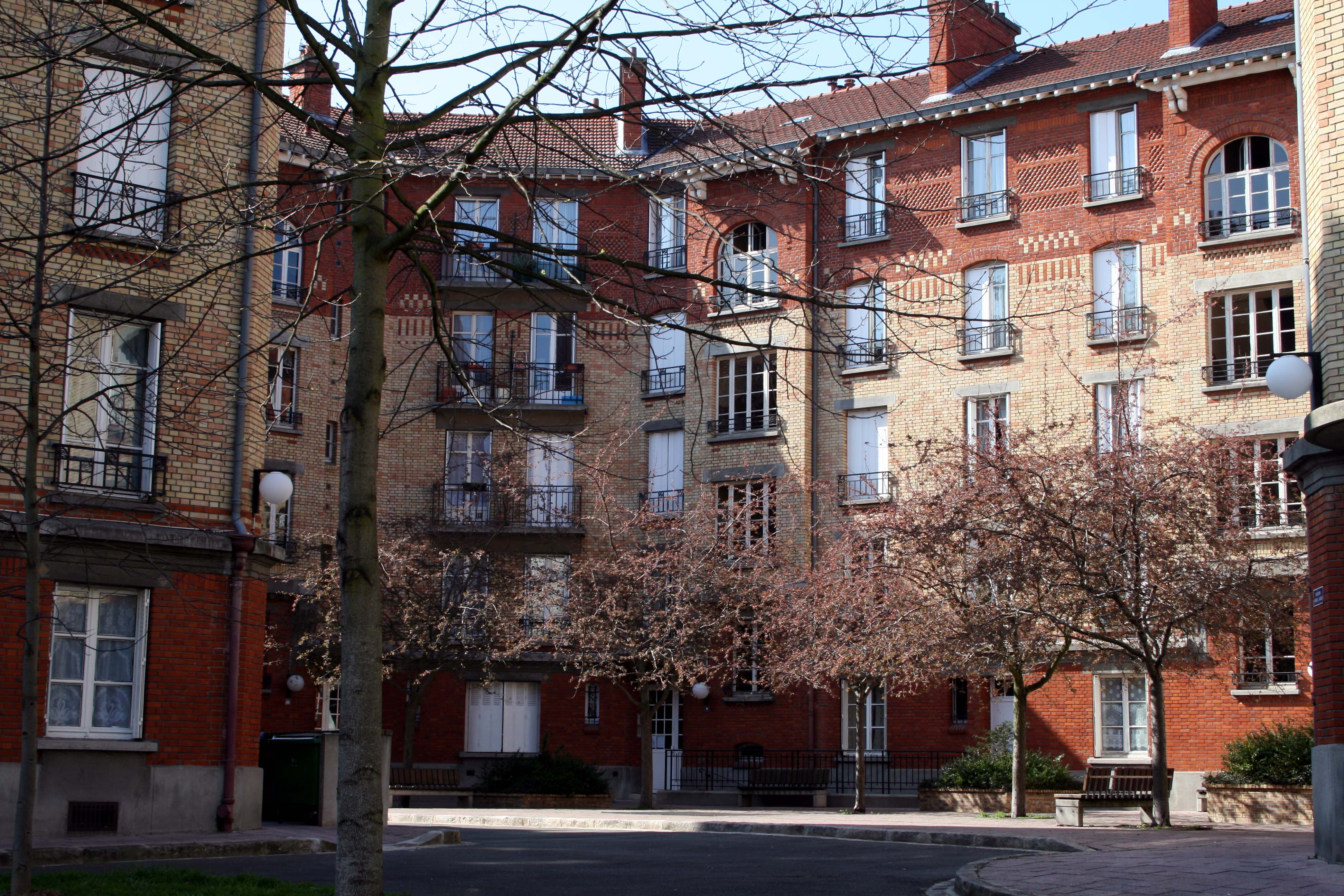
Une cour d'immeubles.

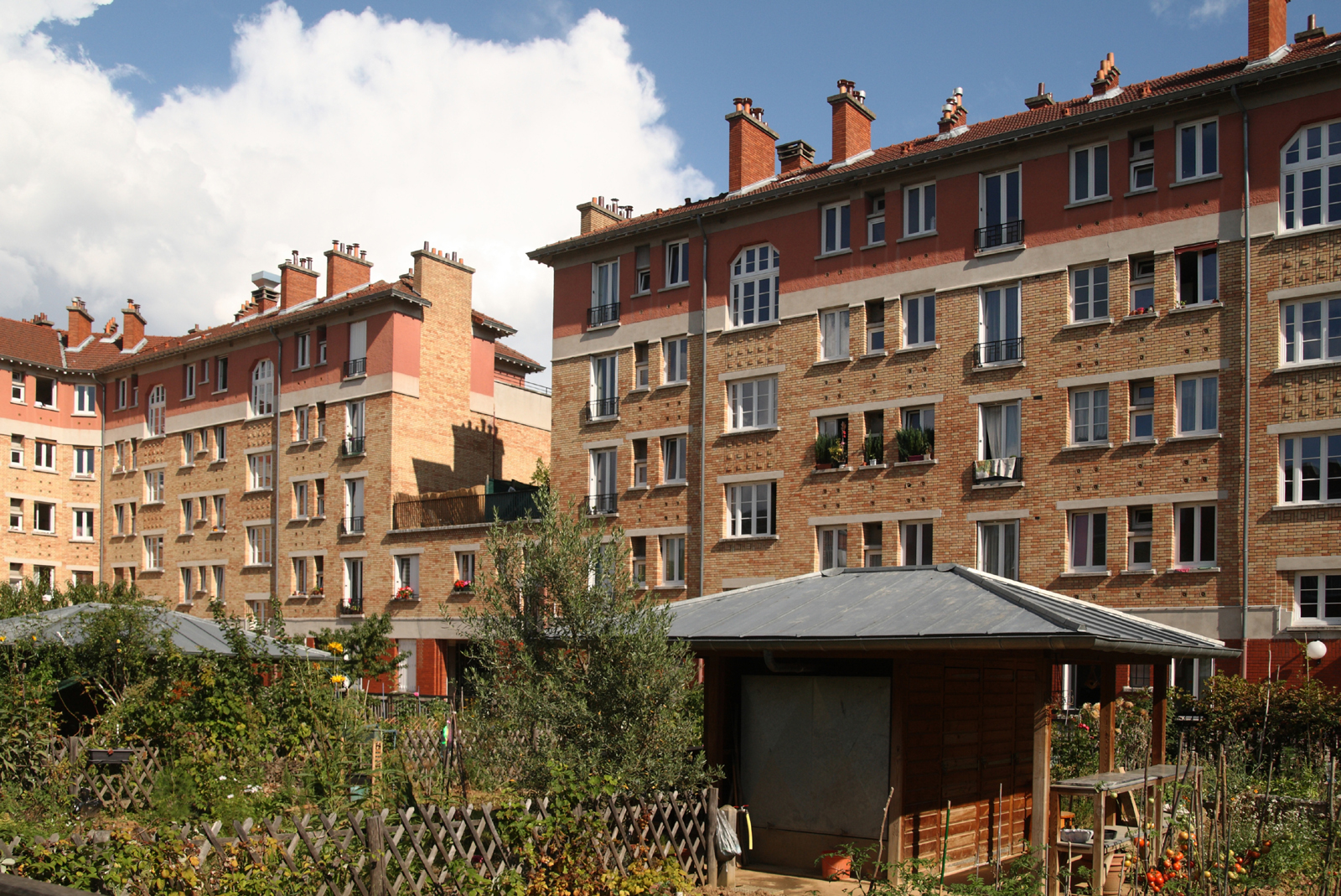
Jardins familiaux au milieu d'immeubles collectifs.

En 1985, la cité est inscrite à l'inventaire des sites pittoresques du département des Hauts-de-Seine. Sa réhabilitation complète est entreprise de 1986 à 1996,. En 1990, le théâtre Jean-Vilar est réaménagé.
En juin 2009, 40 parcelles de 40 m2 ont été installées en jardins familiaux dits « potagers », entre les avenues de Sully et de l’Abbé de Saint-Pierre. Cela est à mettre en lien avec les 40 enclos familiaux et le verger gagnés sur les friches SNCF, le long de la station Belvédère du Tram T2 (non située dans la cité-jardin mais toujours à Suresnes),.
En 1996, elle est protégée par une ZPPAUP (Zone de protection du patrimoine architectural, urbain et paysager), devenue AVAP (Aire de mise en valeur de l'architecture et du patrimoine) en 2010, puis site patrimonial remarquable en 2016. En juillet 2018, la cité-jardin de Suresnes est labellisée « Patrimoine d’intérêt régional » par la commission permanente du conseil régional d’Île-de-France,.
Certains anciens habitants estiment cependant que la mixité sociale, telle qu'elle existait avant les années 1960, a disparu, citant par exemple la mise en vente d'une partie du parc social. L'une d'entre eux se souvient : « Le directeur d'EDF côtoyait le manœuvre de Renault, les réunions nous rassemblaient tous ».
En 2024, 7 500 personnes habitent à la cité-jardin.

## Mémoire
En 2010, la ville de Suresnes installe une dizaine de mâts ornés de panneaux historiques (textes et photos) retraçant l'histoire de la ville. Plusieurs sont situés dans la cité-jardin (groupe scolaire Vaillant-Jaurès, résidence Locarno, collège Henri-Sellier, théâtre Jean-Vilar, église Notre-Dame-de-la-Paix, square Léon Bourgeois, etc.).
Le musée d'histoire urbaine et sociale de Suresnes, situé dans un autre quartier de la ville, consacre une partie de son exposition permanente à la cité-jardin et à l'action d'Henri Sellier. Cette institution a aussi créé une visite guidée de la cité-jardin, comprenant le passage dans un appartement témoin réhabilité en 2016, reconstituant une loge de gardien de 1932 ; elle est située à l'arrière du théâtre. Il est enfin possible de louer au musée des audioguides afin d'effectuer une promenade intitulée « Parcours cité-jardin ».